# Iskra (Silistra)
Iskra (Bulgaars: Искра, Turks: Aydoğdu) is een dorp in het noordoosten van Bulgarije. Zij is gelegen in de gemeente Sitovo in de oblast Silistra. Het dorp ligt ongeveer 26 km ten zuiden van Silistra en 327 km ten noordoosten van de hoofdstad Sofia.

## Bevolking
In de eerste volkstelling van 1934 registreerde het dorp 1.738 inwoners. Dit groeide tot een officiële hoogtepunt van 2.334 inwoners in 1946. Tot 1985 schommelde het inwonersaantal rond de 2250 à 2300 inwoners. In de periode na 1985-1989 verloor het dorp vrij veel inwoners, als gevolg van de gedwongen assimilatiecampagnes van Todor Zjivkov, waarbij alle Turken en andere moslims in Bulgarije gedwongen christelijke of Bulgaarse namen moesten aannemen en afstand moesten doen van islamitische gewoonten. Op 31 december 2019 telde het dorp 1.877 inwoners.
Van de 1.809 inwoners reageerden er 1.395 op de optionele volkstelling van 2011. Van deze 1.395 respondenten identificeerden 1.165 personen zich als etnische Bulgaarse Turken (83,5%), gevolgd door 182 Roma (13%) en 36 etnische Bulgaren (2,6%).
Van de 1.809 inwoners in februari 2011 werden geteld, waren er 341 jonger dan 15 jaar oud (18,9%), gevolgd door 1.278 personen tussen de 15-64 jaar oud (70,6%) en 190 personen van 65 jaar of ouder (10,5%).

## Afbeeldingen

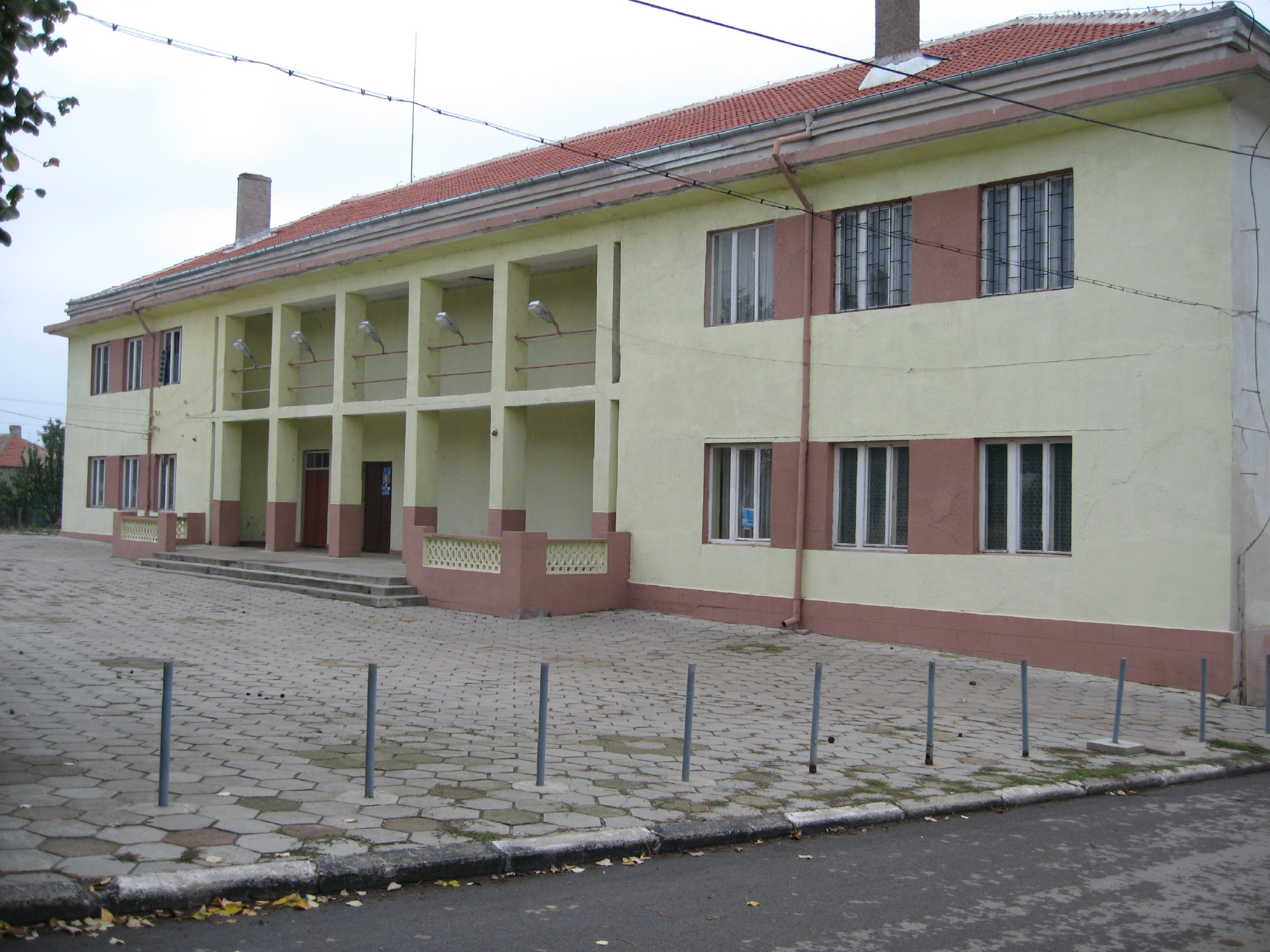
De theaterzaal
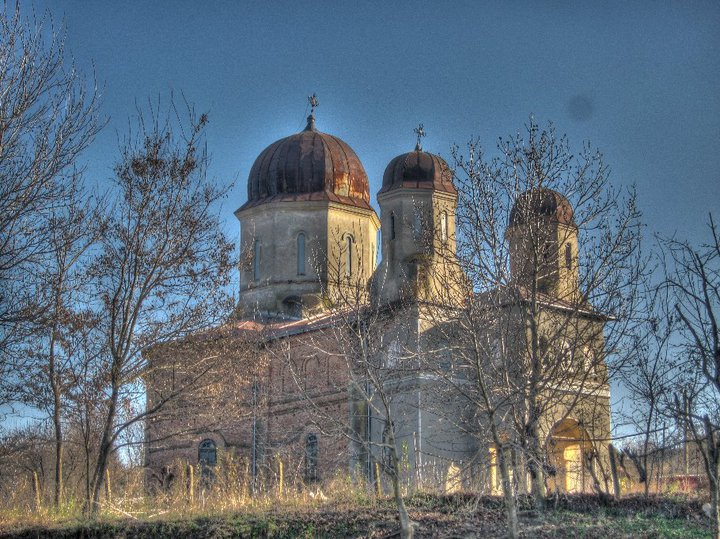
De oude kerk
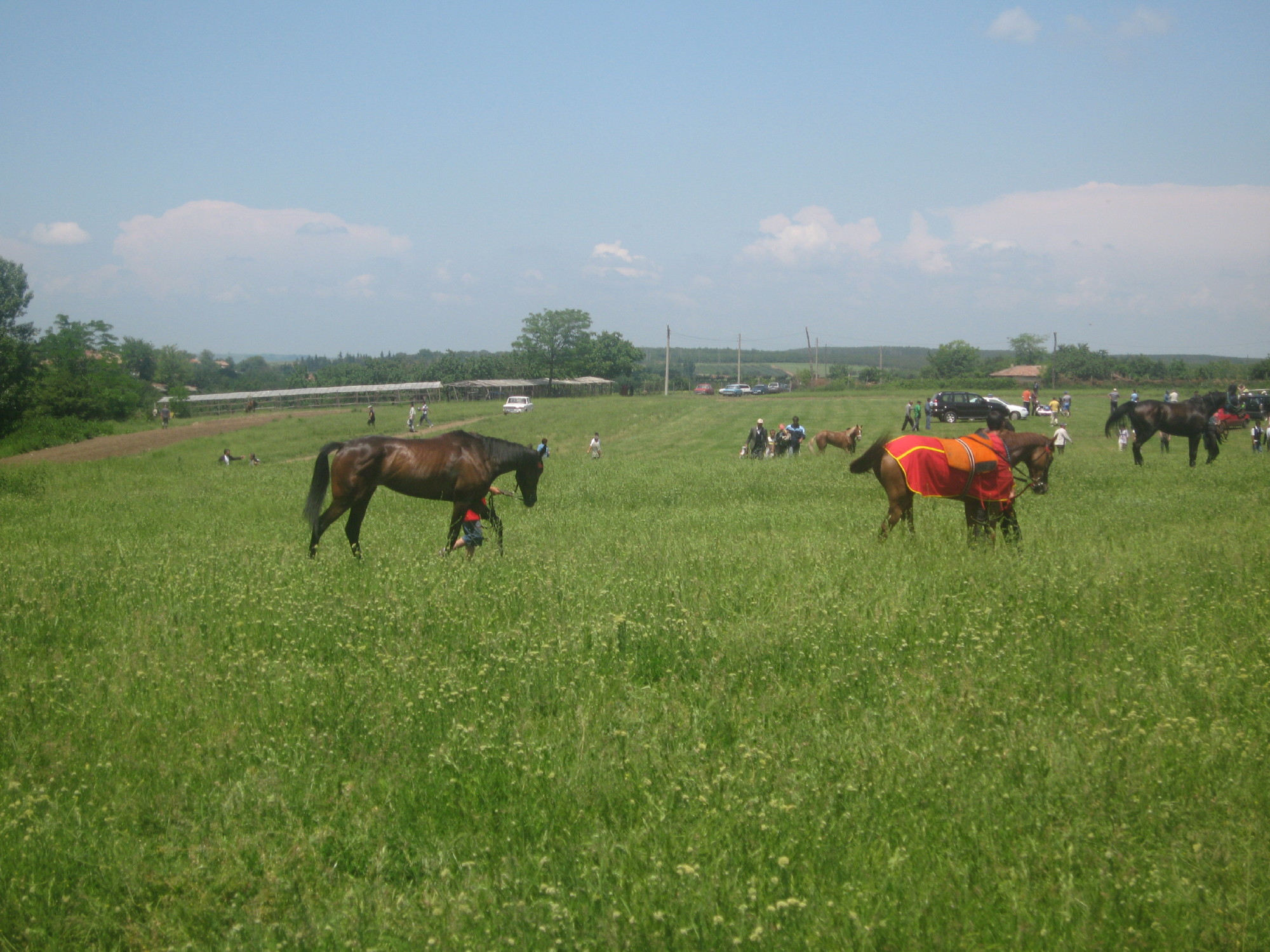
Paardenwedstrijd (24 mei)